# Katlanovo
Katlanovo (macedonio, Катланово) es un pueblo de Macedonia del Norte. Pertenece al municipio de Petrovec y se encuentra entre las ciudades de Skopie y Veles.